# Dimitri Vinogradov

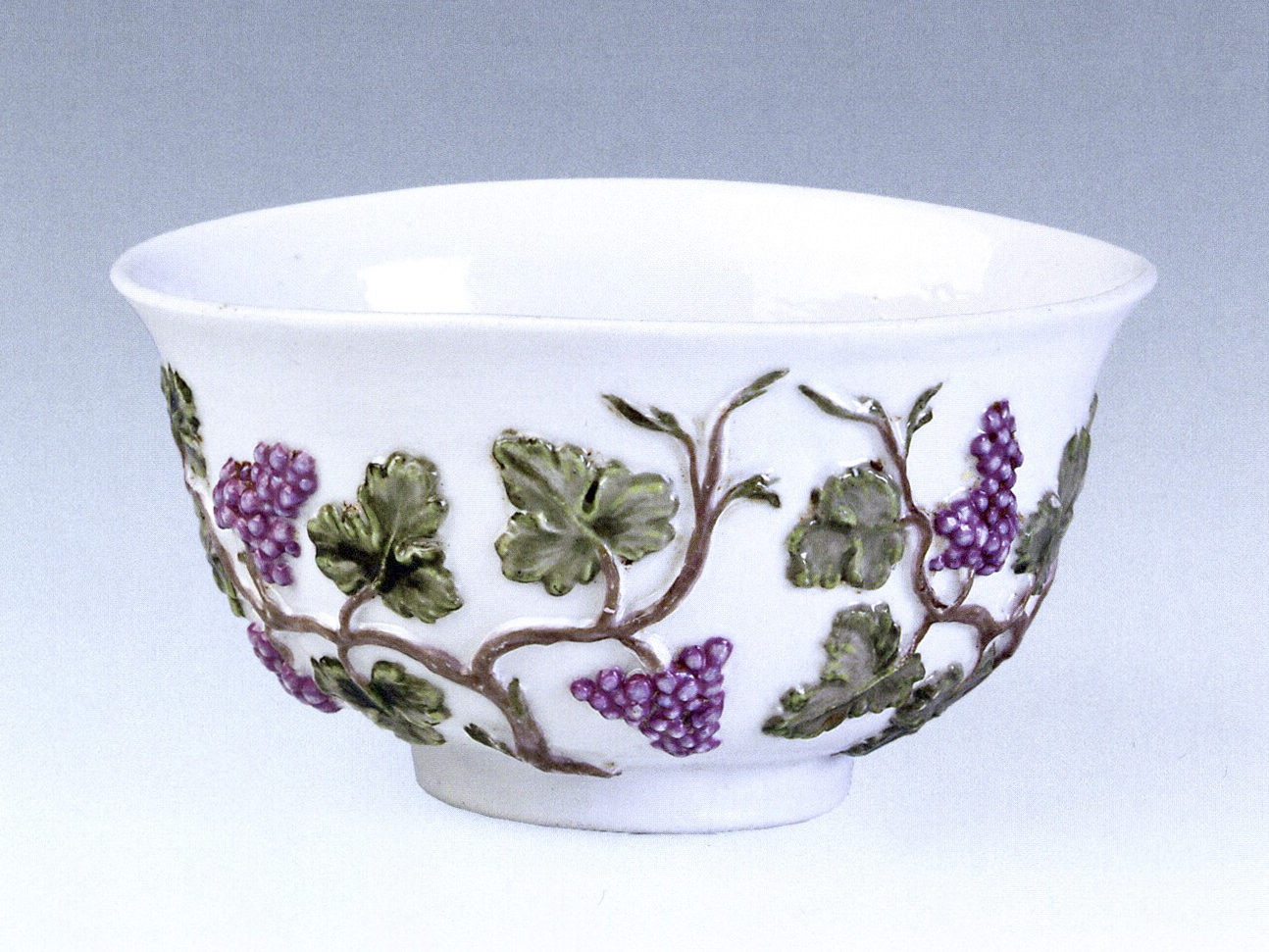

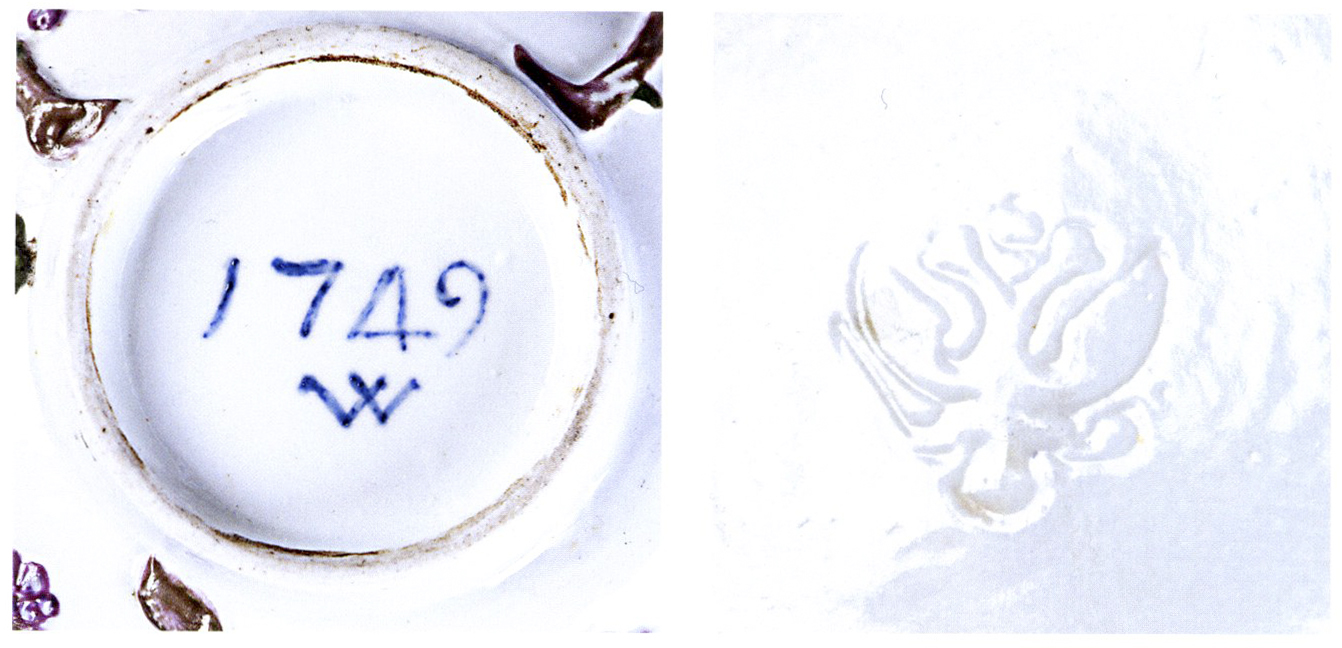

Dimitri Ivanovitch Vinogradov (né vers 1720 et mort le 25 août 1758) est le chimiste pionnier de la tradition russe de la porcelaine ; il est le fondateur de la manufacture impériale de porcelaine de Saint-Pétersbourg.

## Biographie
Vinogradov est né dans une famille modeste de Souzdal et suivit les cours de l'Académie slavo-gréco-latine où il fit la connaissance de Mikhaïl Lomonossov. En 1736, Lomonossov, Vinogradov et un troisième étudiant de l'Académie des sciences de Russie, Gustav Ulrich Raiser, partirent en Europe pour y étudier la chimie, la métallurgie et le génie minier auprès de Christian Wolff à Marbourg, et de Johann Friedrich Henckel à Freiberg. À son retour en Russie en 1744, Vinogradov fut affecté dans une manufacture de céramique fondée l'année précédente et dirigée par l'ingénieur suédois Christoph Conrad Hunger, que la tsarine Élisabeth avait fait venir de Stockholm à Saint-Pétersbourg.
À l'époque, la seule porcelaine était la porcelaine dure ; elle n'était fabriquée qu'en Chine et au Japon, ainsi qu'à Meissen, en Saxe, où l'on avait découvert un dépôt de kaolin convenable et qui fut exploité industriellement à partir de 1709 (voyez porcelaine de Saxe). D'autres pays d'Europe s'efforçaient de rivaliser avec les porcelaines de Saxe, mais en s'appuyant sur la technique de la porcelaine tendre. Le secret de fabrication de la porcelaine était alors, en effet, jalousement gardé, car le prix de la porcelaine de Saxe pouvait dépasser son propre poids en argent, et les manufactures assuraient une bonne partie des revenus de la Couronne.
Hunger parvint à produire de la porcelaine dès 1747 à partir des matières premières disponibles en Ingrie, mais il fut congédié en 1748, laissant la succession à Vinogradov. Huit ans plus tard, Vinogradov et Mikhaïl Lomonossov se consacrèrent au développement d'une école de céramique typiquement russe. Dès 1752, Vinogradov avait publié un traité où il faisait part de ses premiers succès de fabrication avec de l'argile de Giel mélangée avec un broyat fin de quartz d'Olonets et de l'albâtre. Vinogradov forma les premiers maîtres russes de la porcelaine dans sa manufacture. Il ne pouvait cuire au début que de petits objets : c'étaient des tasses, des coupelles, des couvercles de blagues à tabac et des pommeaux de canne, des boutons de porte, des poignées de couteau etc.
La cuisson de pièces de taille plus importante (comme des assiettes) constituait un défi en termes de maîtrise de la chaleur, dont l'importance économique était essentielle. Ce n'est qu'au mois de décembre 1756 que Vinogradov parvint à mener à bien la construction d'un grand four. Par faveur, son établissement reçut le titre de Manufacture impériale de Porcelaine : la manufacture connut son heure de gloire sous la direction du successeur de Vinogradov, le Prince Alexander Vyazemsky, dans les années 1760. La fabrique a pris depuis le nom de « manufacture de Lomonossov. »